# Rafat Mey-Elahy
Rafat Mey-Elahy, Künstlername „Rafat“ (* 1942 in Kermānschāh) ist eine deutsch-persische Künstlerin/Malerin.

## Leben
Rafat wurde 1942 in Kermanschah (damaliges Persien) geboren. Seit den 60er Jahren lebt und arbeitet sie in Deutschland als freiberufliche Künstlerin und ist Mitglied im Bundesverband Bildender Künstlerinnen und Künstler (BBK Aachen/Euregio e.V.). Aktuell lebt sie seit einigen Jahren in Düsseldorf. Bereits früh fand Rafat ihren eigenen Stil, der sich durch feine Pinselarbeiten mit Acrylfarbe und Gouache auf schwarzem Hintergrund (schwarze Pappe oder Leinwand) auszeichnet und in den Bereich „Fantastische Kunst“ fällt.

## Internationale Ausstellungen (Auswahl)
- 2001–2005: Montserrat Gallery, New York, SoHo (Manhattan), USA, Dauerausstellung
- 2002: Paris Le Salon, (Societé des Artistes Français) Espace Eiffel-Branly, France
- 2002: Barcelona International Art Promotion Galeria d’Art (9.-29.5.)
- 2002: New York Dauerausstellung in der Montserrat Gallery, Broadway 584, New York-SoHo (Manhattan), USA
- 2005 & 2006: Europ’art, Genf (Genève), Switzerland
- 2005 & 2006: Amsterdam Whitney Gallery, New York, Chelsea, Family of artists, USA

## Internationale Kunstpreise
- 1986: Zwei Goldmedaillen für Fantastische Kunst und Komposition: Deuxième Biennale Mondial d’Art Visuelle, Genf, Palme d’Or - première Biennale Mondiale d’Art Visuel "Pro", Toulouse
- 1987: Invité d’honneur „Artistes de France“, Vals-les-Bains, Silbermedaille Académie Internationale de Lutéce, Paris, Bronzemedaille Ve PriX International de Vittel Bronzemedaille und Aufnahme als Mitglied „Arts-Sciences-Lettres“
- 1990: Goldene Ehrennadel des europäischen Kulturkreises in Paris, beim Grand Prix Européenne ausgewählt unter 55 aus 1000 europäischen Künstlern in Nizza für die TV-Kunstveranstaltung "TRIPLEX" Brüssel-Strasbourg
- 1991: Medaille de Bronce Académie de Lutèce, Paris
- 1992: Medaille de Vermeil (Purpur) Académie de Lutèce, Paris
- 1996: Ernennung zur Professorin und Mitglied Académie di Verbano, Vercelli (Italien)
- 2010: David di Michelangelo Award, Universita del Salento, Brindisi Italy

Quelle bbk-aachen.de:

## Veröffentlichungen (Auswahl)
- 2000: Paris UNIVERS DES ARTS, Le Magazin de L’Information Artistique, Hors Série N0 5, LE SALON 2000, Société des Artistes Français
- 2001: Paris UNIVERS DES ARTS, LE SALON 2001
- 2001/2002: New York, Gallery and Studio, Dec. 2001/Jan. 2002 (Besprechungsartikel durch Adele Palmier Levine)
- 2002: Paris UNIVERS DES ARTS, LE SALON 2002
- 2010/11 & 2008/09: Who’s who in visual art, Art Domain Verlag, Leipzig
- 2012: Creative Genius, Masters of today, collectible art book, ISBN 978-918968515-4
- 2014: International contemporary artists, Vol VIII, ICA Publishing, ISBN 9786188000742
- 2015: Art & Beyond printed summer edition, presented at the ART MONACO 2015